# キマダラモドキ
キマダラモドキ（黄斑擬・擬黄斑、 Kirinia fentoni）は、チョウ目（鱗翅目）タテハチョウ科ジャノメチョウ亜科に属するチョウの一種。

## 概要
翅裏の模様はサトキマダラヒカゲ・ヤマキマダラヒカゲと似るが、翅が丸い・前翅中室が大きい・後翅後縁の翅脈配列が前二種と違うなど構造的な差が大きい。種としてはむしろオオヒカゲと近縁で、キマダラヒカゲ類とヒカゲチョウ類の中間的存在と考えられている。
食草はイネ科のススキ・カモジグサ・ヒメノガリヤス、カヤツリグサ科のカワラスゲ・カサスゲ・ヒカゲスゲ・ヒゴクサなど。越冬態は1齢幼虫。年一化性で、成虫は7月中旬から8月にかけて見られ、夕方によく活動する。花には来ない。

## 分布
生息地は局所的に分断されている。北海道南端・東北地方内陸部・新潟県から長野県にかけて、奈良県・中国山地・四国内陸部・九州北部の内陸部。
国外では中国～朝鮮半島、ロシア極東部。

## 保全状況評価
キマダラモドキ Kirinia fentoni
- 準絶滅危惧（NT）（環境省レッドリスト）